# Chan Ho Yuen
Chan Ho Yuen (17 de enero de 1985) es un deportista hongkonés que compite en bádminton adaptado. Ganó dos medallas en los Juegos Paralímpicos de Verano, bronce en Tokio 2020 y plata en París 2024.

## Palmarés internacional
| Juegos Paralímpicos | Juegos Paralímpicos | Juegos Paralímpicos | Juegos Paralímpicos |
| Año                 | Lugar               | Medalla             | Prueba              |
| ------------------- | ------------------- | ------------------- | ------------------- |
| 2020                | Tokio (Japón)       | Medalla de bronce   | Individual WH2      |
| 2024                | París (Francia)     | Medalla de plata    | Individual WH2      |